# یک زندگی ناتمام
یک زندگی ناتمام (به انگلیسی: An Unfinished Life) فیلمی آمریکایی با ژانر درام است که در تاریخ ۱۹ اوت ۲۰۰۵ منتشر شد. کارگردان این فیلم لاسه هالستروم است که ملیتی سوئدی دارد. این فیلم بر اساس رمانی از مارک اسپرگ ساخته شده است. مورگان فریمن، جنیفر لوپز و رابرت ردفورد در این فیلم ایفای نقش کرده اند. داستان فیلم مربوط به یک دامدار (رابرت ردفورد) اهل ایالت وایومینگ است که قصد دارد رابطه تیره بین دختر خوانده (جنیفر لوپز) و دختر بزرگش را که به تیرگی کشیده شده به صلح و دوستی بازگرداند.